# 锐裂乌头
锐裂乌头（学名：Aconitum kojimae）为毛茛科乌头属下的一个种。

## 扩展阅读
- 維基物種上的相關：锐裂乌头